# Kwietka
Kwietka (biał. Кветка; ros. Кветка) – przystanek kolejowy w pobliżu miejscowości Starynki i Prahres, w rejonie bobrujskim, w obwodzie mohylewskim, na Białorusi. Położony jest na linii Homel - Żłobin - Mińsk.